# Les Petits Pierrafeu
Les P'tits Pierrafeu (The Pebbles and Bamm-Bamm Show) est une série d'animation américaine en seize épisodes de 25 minutes produite par Hanna-Barbera Productions et diffusée du 11 septembre 1971 au 1er janvier 1972 sur le réseau CBS.
Au Québec, elle a été diffusée à partir du 1er mars 1982 à la Télévision de Radio-Canada. Elle reste inédite dans les autres pays francophones.

## Épisodes
1. Agathe, championen de football
2. Une artiste accomplie
3. Le Mauvais sort
4. Le Concours de chant
5. L'Indispensable Agathe
6. Le Concours de photographie
7. Une fête réussie
8. Agathe aux courses
9. Le Cousteaunosaure
10. La Malchance de Cassepied
11. Le voleur a volé
12. Grosnez le Grand
13. Agathe à la mairie
14. La Terreur de l'ouest
15. Tout un cadeau
16. titre inconnu

## Voix québécoises
- Anne-Marie Provencher : Agathe Caillou
- Mario Desmarais : Boom-Boom
- Jacques Brouillet : Schleprock
- Diane Arcand : Wiggy
- André Montmorency : Fabian
- Paul Berval : Fred Caillou
- Denise Proulx : Délima Galet-Caillou
- Claude Michaud : Arthur Laroche
- Monique Miller : Bertha Laroche

 Source et légende : version québécoise (VQ) sur Doublage.qc.ca